# فرودگاه کینکاردین
فرودگاه کینکاردین (به انگلیسی: Kincardine Airport) یک فرودگاه همگانی است که یک باند فرود آسفالت دارد و طول باند آن ۶۳۵ متر است. این فرودگاه در کشور کانادا قرار دارد و در ارتفاع ۲۳۵ متری از سطح دریا واقع شده است.